# 克里斯·卡朋特
克里斯·卡朋特（英語：Chris Carpenter）为一位美国音讯工程师。他曾3次提名奥斯卡最佳音响效果奖。自1979年起他曾参与制作超过130部电影。

## 精选影视作品
- 杰罗尼莫-印第安之鹰（英语：Geronimo: An American Legend） (1993)[1]
- 独立日 (1996)[2]
- 木乃伊 (1999)[3]